# Усманівська печера
Усманівська печера (рос. Усмановская) — печера в Башкортостані, Росія. Печера комплексного (горизонтально-вертикального) типу простягання. Загальна протяжність — 349 м. Глибина печери становить 26 м. Категорія складності проходження ходів печери — 1. Печера відноситься до Інзеро-Нугуського району Башкирського мегантиклінорія Центральноуральської спелеологічної провінції.